# Castelo de Sofiero

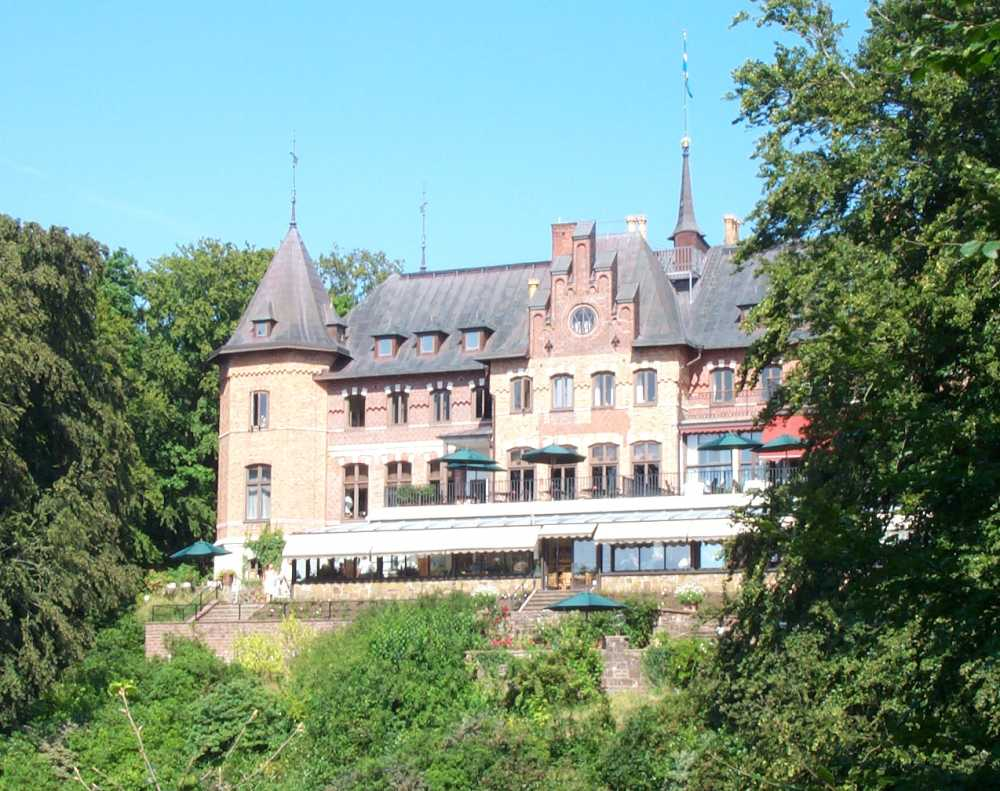
Castelo de Sofiero.

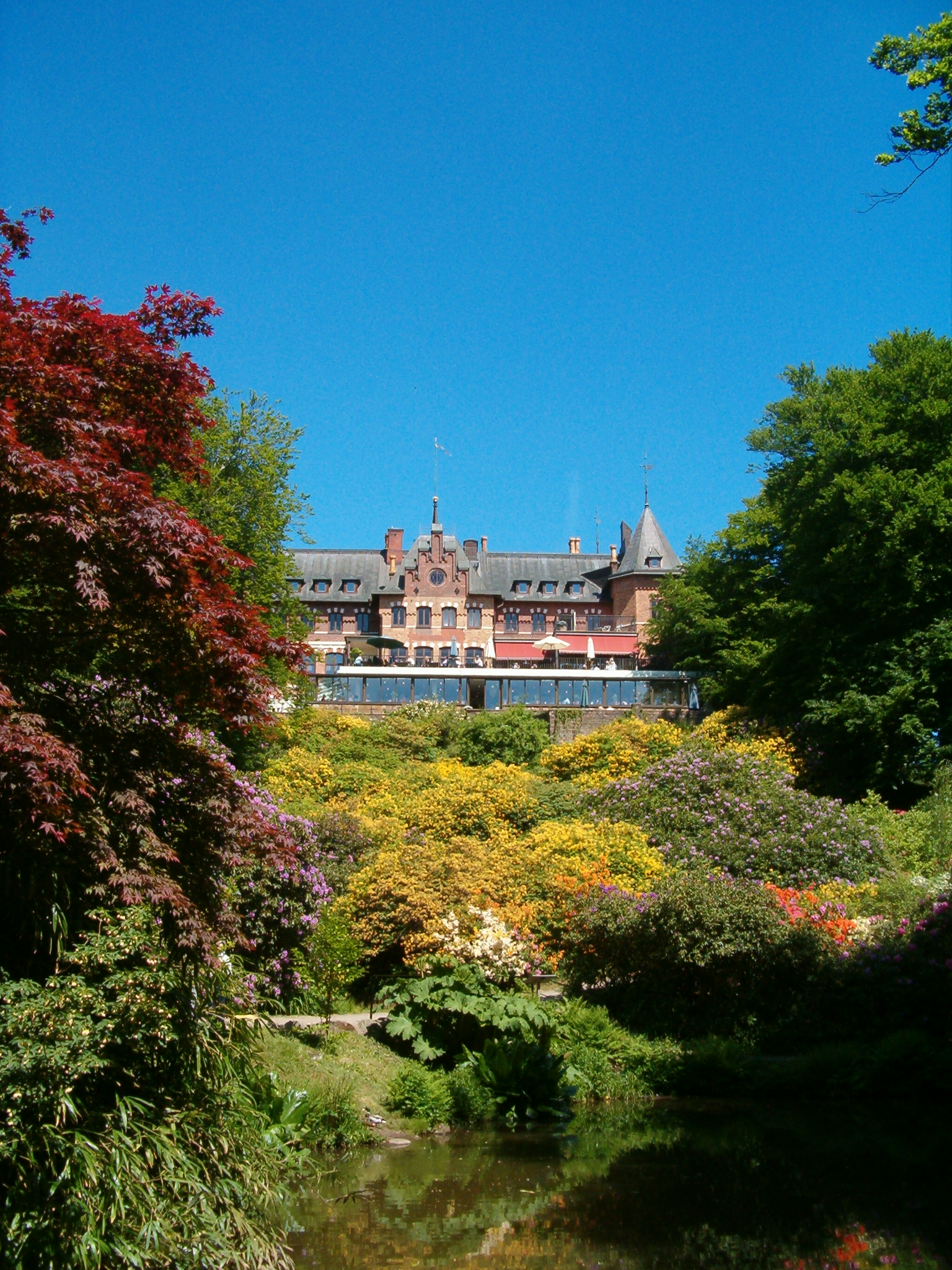
Castelo de Sofiero.

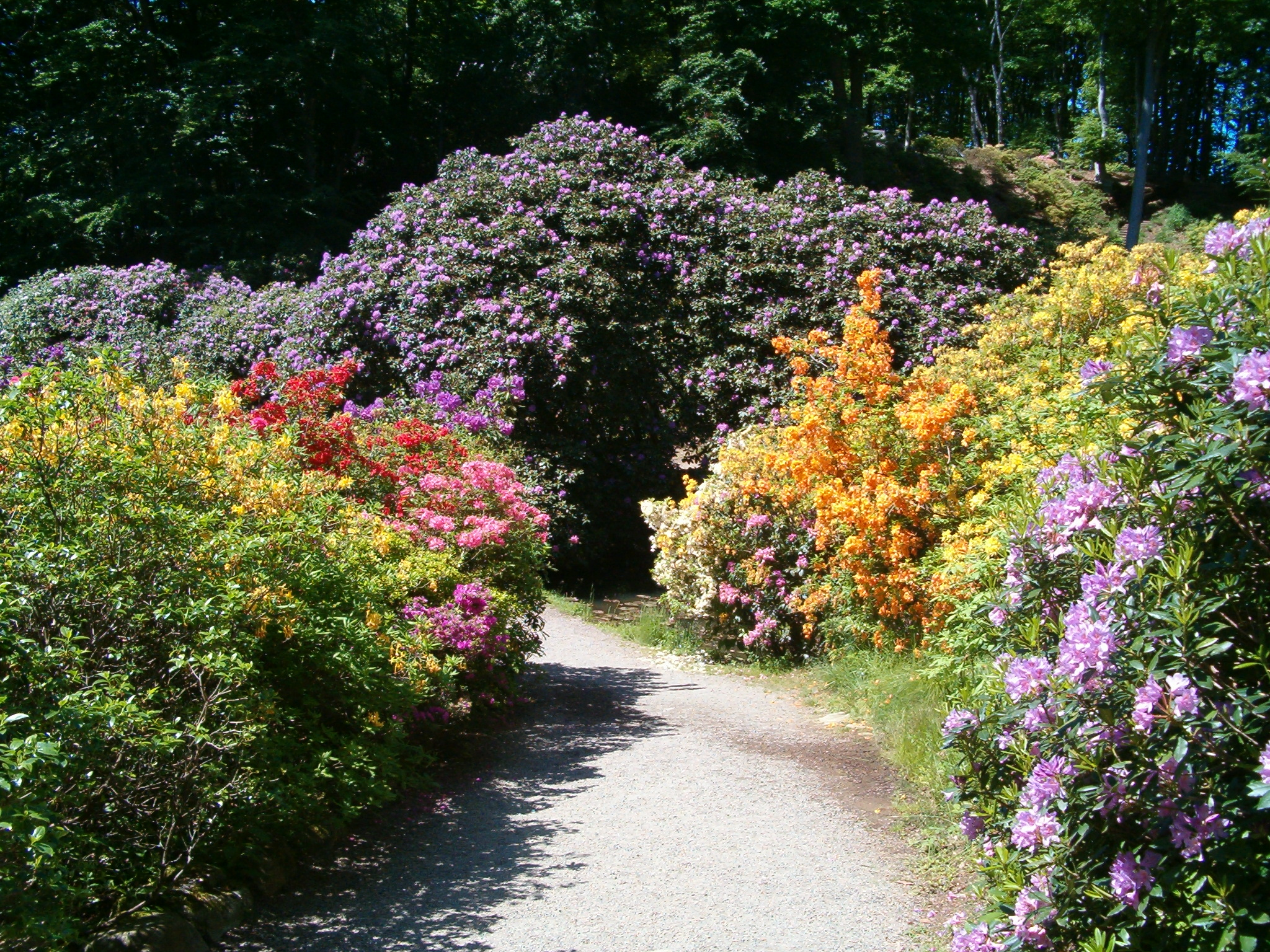
Jardins do Castelo de Sofiero.

O Castelo de Sofiero (em sueco "Sofiero slott";  PRONÚNCIA), também referido apenas como "Sofiero", localiza-se a 4 quilómetros a norte do centro da cidade de Helsingborg, província da Escânia, na Suécia.

## História
Foi erguido em 1864 pelo então príncipe Oscar (futuro Óscar II da Suécia) e sua esposa, a princesa Sofia de Nassau (que deu o nome ao imóvel), tendo sido ampliado quando ascenderam à coroa do país (1872).
Em 1905 o imóvel foi doado como presente de casamento ao neto de ambos, o príncipe Gustavo Adolfo (mais tarde Gustavo VI Adolfo da Suécia), e sua esposa, Margarida de Connaught.
Serviu então como residência oficial de Verão do soberano e sua família, até à sua morte, em 1973. Em seu testamento, o monarca doou o imóvel à cidade de Helsingborg.
O palácio possuiu um parque - Sofiero slottspark - com extensos jardins e bosques, fruto da iniciativa da princesa Margarida, sendo famosa a sua coleção de plantas (endémicas e exóticas), incluindo cerca de 10 mil rododendros. Os relvados são por vezes usados para concertos ao ar livre, de artistas suecos e estrangeiros, tendo recebido, por exemplo, Bob Dylan e Bryan Adams. Conta ainda com um restaurante, uma cafetaria e uma galeria com uma pequena coleção de arte moderna.
Uma marca de cerveja, detida pela Kopparbergs Brewery, é denominada "Sofiero".